# Clorpirifos
Il Clorpirifos, chiamato anche con altri nomi come Chlorpyrifos o CPS, è un pesticida organofosfato usato per uccidere dei parassiti tra cui insetti e vermi. Viene utilizzato su colture, animali e edifici. Fu introdotto nel 1965 dalla Dow Chemical Company. Agisce sul sistema nervoso degli insetti inibendo l'acetilcolinesterasi.
Il clorpirifos è considerato moderatamente pericoloso per l'uomo dall'Organizzazione Mondiale della Sanità. L'esposizione che supera i livelli raccomandati è stata collegata ad effetti negativi sui sistemi neurologici, disordini persistenti dello sviluppo e disordini autoimmuni. L'esposizione durante la gravidanza può danneggiare lo sviluppo mentale dei bambini e nel 2001 l'uso domestico della sostanza è stata vietata negli Stati Uniti. In agricoltura, è "uno degli insetticidi organofosfati più diffusi" negli Stati Uniti e prima di essere eliminato gradualmente per uso domestico era uno degli insetticidi residenziali più utilizzati.
Il 29 marzo 2017, l'amministratore dell'EPA Scott Pruitt ha negato una petizione per vietare il clorpirifos. Tuttavia, il 9 agosto 2018, la Corte di Appello del 9° Circuito degli Stati Uniti ordinò all'EPA di vietare la vendita di clorpirifos negli Stati Uniti entro 60 giorni, sebbene questa sentenza fu successivamente impugnata dagli avvocati dell'amministrazione Trump.